# فيلي هوغ
فيلي هوغ (12 يوليو 1955 في المملكة المتحدة - ) (بالإنجليزية: Willie Hogg)‏ هو لاعب كريكت بريطاني.